# MAZ ab!
Maz ab! war die erste Fernsehsendung, die von Harald Schmidt moderiert wurde. Ursprünglich in den Dritten Programmen beheimatet, wurde sie nach 14 Folgen wegen des großen Erfolges im Ersten ausgestrahlt.

## Prinzip
Vier prominente Kandidaten in zwei Teams beantworteten Fragen zu Ausschnitten aus dem seinerzeit aktuellen TV-Programm der ARD; diese Ausschnitte wurden jeweils nach dem Startkommando „Maz ab!“ eingespielt – Maz steht dabei für Magnetaufzeichnung. Die Show diente damit als Werbeplattform für ARD-Programme.
Die Kandidaten spielten für zwei Vereine, die im Publikum saßen und pro gewonnenem Punkt ihres Teams 100 DM erhielten. Harald Schmidt vergab die Punkte allerdings nach Lust und Laune, was häufig auf einen Gleichstand der beiden Teams hinauslief.